# Else Rema
Else Rema (geb. 14. August 1868 in Dresden als Else Hammer; gest. 12. September 1954 in Meran) war eine deutsche Schriftstellerin und Journalistin.

## Leben
Else Hammer wurde 1868 in Dresden geboren und wuchs in einer jüdischen Familie auf. Sie wurde unter dem Künstlernamen Else Rema als Schriftstellerin bekannt und war auch als Journalistin tätig. 1932 lebte sie in Bozen. Als Juden in Italien offen verfolgt und deportiert wurden, wurde sie 1940 in Artena interniert und 1943 nach Tuscania in der Provinz Brescia verlegt. In den letzten Tagen des Zweiten Weltkriegs war sie in einem Lager in der Cinecittà in Rom untergebracht. 1948 kehrte sie aus Rom nach Südtirol zurück und zog laut Archiv der jüdischen Gemeinde in die USA. Sie starb 1954 in Meran und wurde am jüdischen Friedhof von Meran beigesetzt.

## Werke
- Pension Sonnebach. Roman, Verlag Carl Reißner, Dresden 1914
- Die Reise nach Meran. Roman, Verlag Carl Reißner, Dresden 1917
- Die schönste Dame im Regiment. Roman, Otto Weber Verlag, Heilbronn 1917
- Voltaires Geliebte: Ein Lebensbild. Verlag Carl Reißner, Dresden 1920
- Frau Spatz und ihre Töchter. Roman, Fünf Türme-Verlag, Halle 1934
- Mausi, Fritzi, Leni. Erzählung für junge Mädchen.  Phönix-Verlag C. Siwinna, Breslau, o. J.